# ニコライ・イワノヴィチ・ククシュキン
ニコライ・イワノヴィチ・ククシュキン（ロシア語: Николай Иванович Кукушкин, ラテン文字転写: Nikolai Ivanovich Kukushkin, 1923年6月3日 - 1995年11月2日）は、ソビエト連邦の軍人。赤軍の一員として大祖国戦争（独ソ戦）に従軍した。パイロットとしての教育を受け、第2航空軍第143親衛襲撃機連隊所属の編隊長などを歴任して上級中尉まで務めた。ソ連邦英雄の1人に数えられたが、殺人事件での有罪判決を受けたため、1948年には階級および称号、勲章等が剥奪されている。

## 経歴
1923年、シンビルスク県アラティルスキー郡ラヴァ村（現在のウリヤノフスク州スルスキー地区ラヴァ）にて生を受ける。民族はロシア人だった。1938年に地元の学校を卒業。その後は教員学校に進むが1940年12月に中退。1941年5月、アラティルスキー航空学校で飛行免許を取得
1941年6月、赤軍入隊。1943年6月、チカロフ航空兵学校を卒業し、クイビシェフに駐屯する第10準備航空連隊にて訓練を受ける。1943年7月から1945年5月まで第735襲撃機連隊（1944年2月に第143親衛襲撃機連隊に改称）にてパイロット、先任パイロット、編隊長を務め、各地を転戦した。1944年2月7日には高射砲によって撃墜され、敵戦線後方に不時着した。その後、赤軍が前進してくる3月13日までは機銃手と共に集落に潜伏していた。ククシュキンは終戦までにIl-2襲撃機に搭乗して153回の飛行を行った。
終戦後も中央軍集団と共にオーストリア方面に進駐した第143連隊に残り、1946年5月まで編隊長を務める。1947年3月、クラスノダール空軍高等航法学校を卒業し、ハンガリー方面に移動した第143連隊にて連隊長代理を務める。

### 犯罪
1947年、師団付政治委員ヴィノグラードフ中佐はハンガリーのパーパ・フェレンツ広場にて、ハンガリー人の女性を連れたククシュキンを発見した。当時、現地市民との不必要な交流は非常に重い罪と見なされ、最も軽い処分でも「ソ連邦本国送還の後に除隊」と定められていた。酔っていたククシュキンは口論の末に中佐を射殺し、自らも銃で頭を撃って自殺を試みたが未遂に終わっている。
その後、ククシュキンは犯行を否認した。ククシュキンは「駐屯地での勤務を終えてヴィノグラードフと共にフェレンツ広場に向かったところ、何者かの襲撃を受けたが、自分は後頭部を殴られ気絶していたため何も覚えていない」と主張した。1948年3月9日、第2航空軍軍事裁判所は懲役25年の判決を言い渡し、ククシュキンはクラスノヤルスクの鉄道キャンプでの労役に付くこととなった。判決では事件について次のように述べられた。
1947年10月24日20時30分、パーパのフェレンツ広場にて、泥酔し攻撃的になった彼は、ピストルでビノグラードフ中佐を3発銃撃し、その負傷のため中佐は40分後に死亡した。ビノグラードフを銃撃した後、ククシュキンは自らの頭を撃ち、歩道に倒れていたところを現場に急行した警察官によって確保された。
1948年11月4日、ソビエト連邦最高会議令のもと、ソ連邦英雄の称号と勲章等が剥奪された。
1954年6月19日、最高裁軍事委員会の決定に従い、ククシュキンの懲役は10年まで減刑された。その後、1956年には釈放されている。

### 釈放後
釈放後はクラスノダール地方プロチノオコプスカヤに暮らし、結婚して子供ももうけていた。1995年11月2日死去。
親類の中にはククシュキンの名誉回復を求める者もいたが、当局によって拒否されている。

## 受章
- 大祖国戦争への貢献に対し、ソ連邦英雄の称号および金星章（ロシア語版）（第7,892号）を受章（1945年6月27日）
- レーニン勲章（1945年6月27日）
- 赤旗勲章（1943年10月26日、1944年9月5日）
- 祖国戦争勲章2等（1994年6月9日）
- アレクサンドル・ネフスキー勲章（ロシア語版）
- ベルリン占領章（ロシア語版）、プラハ解放章（ロシア語版）などの従軍記章。

ただし、いずれも1948年11月4日に剥奪されている。